# Futbol Club Cahusiños
Futbol Club Cahusiños de San Miguel es un club de fútbol de Perú, de la ciudad de San Miguel en el Departamento de Puno. Fue fundado el 4 de marzo de 2017, actualmente juega en la Copa Perú.

## Historia
El Futbol Club Cahusiños de San Miguel fue fundado el 4 de marzo de 2017 en la ciudad de San Miguel. En el 2022, fue Campeón de la Liga Departamental de Puno tras vencer por penales  en la final al Deportivo Universitario de Puno, FC Cahusiños debutara en la etapa nacional de la Copa Peru ante los Tigres de Cayma en condición de local. Fue eliminado en la primera fase al terminar en el puesto 34 de la tabla general con 7 puntos.

## Entrenadores
- José Ramírez Cubas (2022)
- Roberto Holsen (2022)
- Estip Hancco Cáceres (2023)

## Palmarés

### Torneos regionales
| Competición regional               | Títulos | Subcampeonatos |
| ---------------------------------- | ------- | -------------- |
| Liga Departamental de Puno (1/0)   | 2022.   |                |
| Liga Provincial de San Román (1/0) | 2022.   |                |
| Liga Distrital de San Miguel (1/0) | 2022.   |                |

### Torneos amistosos nacionales
- Copa Golsti Spor Wear (1): 2019.[4]